# Atmosphère d'Uranus
Pour les articles homonymes, voir Atmosphère.
L’atmosphère d'Uranus, comme celle de Neptune, est différente de celle des deux autres géantes gazeuses, Jupiter et Saturne. Bien que principalement composée comme elles d'hydrogène et d'hélium, elle possède une plus grande proportion de gaz volatils tels que l'eau, l'ammoniac et le méthane, et elle ne posséderait pas de manteau d'hydrogène métallique ou d'enveloppe en dessous de sa haute atmosphère. À la place se trouverait une région consistant en un océan composé d'ammoniac, d'eau et de méthane, dont la transition est graduelle sans limite claire avec la couche dominée par de l'hydrogène et de l'hélium. À cause de ces différences, certains astronomes regroupent Uranus et Neptune dans leur propre catégorie, celle des géantes glacées.
Bien qu'il n'y ait pas de surface clairement définie sur Uranus, la partie la plus extérieure de l'enveloppe gazeuse d'Uranus est considérée comme son atmosphère. Les effets de l'atmosphère sont ressentis jusqu'à environ 300 km en dessous du niveau de 1 bar, où la pression est de 100 bar et la température de 320 K. La couronne ténue de l'atmosphère s'étend jusqu'à deux fois le rayon de la planète à partir de la surface nominale située au niveau où la pression est de 1 bar. L'atmosphère uranienne peut être divisée en trois couches : la troposphère, d'une altitude de −300 à 50 km et d'une pression de 100 à 0,1 bar ; la stratosphère, d'une altitude de 50 km à 4 000 km et d'une pression allant de 0,1 à 10–10 bar ; et la thermosphère/couronne, commençant vers 4 000 km d'altitude et allant jusqu'à près de 50 000 km de la surface. Il n'y a pas de mésosphère.

## Structure

### Troposphère
La troposphère est la partie la plus basse et la plus dense de l'atmosphère et est caractérisée par une diminution de la température avec l'altitude. La température tombe de 320 K à la base de la troposphère située à −300 km à près de 53 K à 50 km,. Les températures dans la haute région de la troposphère (la tropopause) varient entre 49 et 57 K suivant la latitude, les plus basses étant atteintes à 25° de latitude sud,. La troposphère détient presque toute la masse de l'atmosphère, et la tropopause est la cause de la majorité des émissions infrarouges, déterminant donc sa température effective de 59.1 ± 0.3 K,.
La troposphère posséderait une structure nuageuse complexe ; des nuages d'eau sont supposés exister dans les régions où la pression est de 50 à 100 bar, des nuages d'hydrosulfure d'ammonium existeraient entre 20 et 40 bars, des nuages d'ammoniac ou de sulfure d'hydrogène se trouveraient entre 3 et 10 bars et finalement des nuages de méthane existeraient à des pressions allant de 1 à 2 bars,,. Bien que Voyager 2 ait directement constaté l'existence de nuages de méthane, toutes les autres couches de nuages sont spéculatives. La troposphère est la région la plus dynamique de l'atmosphère, avec de forts vents, des convections, des nuages et des variations saisonnières.

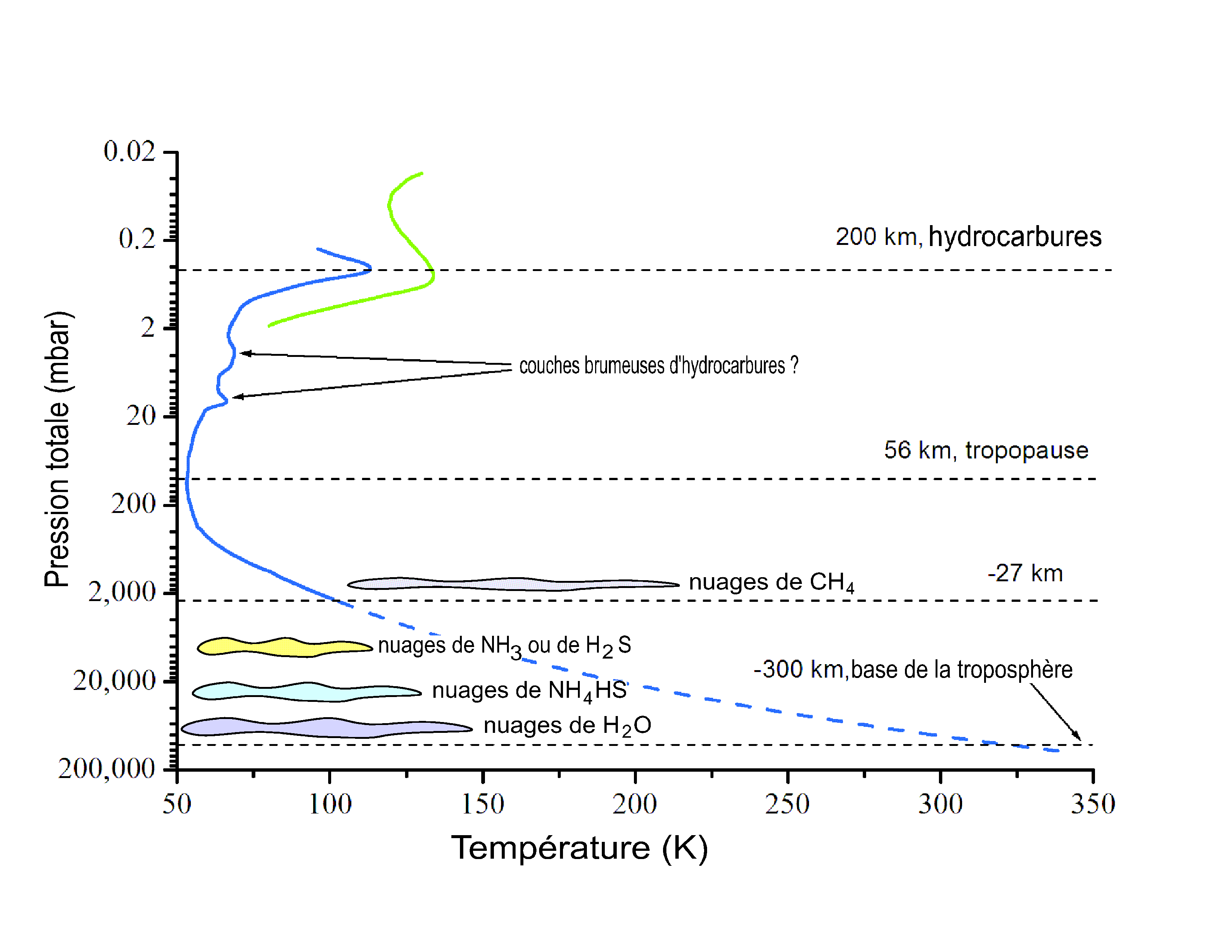
Profil des températures de l'atmosphère (troposphère et basse stratosphère) d'Uranus. Les couches de nuages sont indiquées.

### Stratosphère
La couche intermédiaire de l'atmosphère uranienne est la stratosphère, où la température augmente avec l'altitude de 53 K à la tropopause jusqu'à environ 800–850 K à la base de la thermosphère. Le réchauffement de la stratosphère est causé par l'absorption des radiations UV et IR solaires par le méthane et les autres hydrocarbures, qui se forment dans cette partie de l'atmosphère en conséquence de la photolyse du méthane. Le réchauffement provenant de la thermosphère doit lui aussi être significatif. Les hydrocarbures occupent une fine couche à une altitude comprise entre 100 et 280 km soit à une pression allant de 10 à 0,1 mbar et des températures allant de 75 à 170 K. Les hydrocarbures les plus importants sont l'acétylène et l'éthane,.
L'éthane et l'acétylène tendent à se condenser dans la partie la plus basse (et la plus froide) de la stratosphère, à la tropopause, en formant une couche brumeuse, qui peut être en partie responsable de l'apparence « douce » de l'atmosphère d'Uranus. La concentration d'hydrocarbures dans la stratosphère est plus faible que celle des stratosphères des autres géantes gazeuses. Ceci la rend moins opaque (au-dessus de la couche brumeuse) et, par conséquent, plus froide que les autres géantes gazeuses.

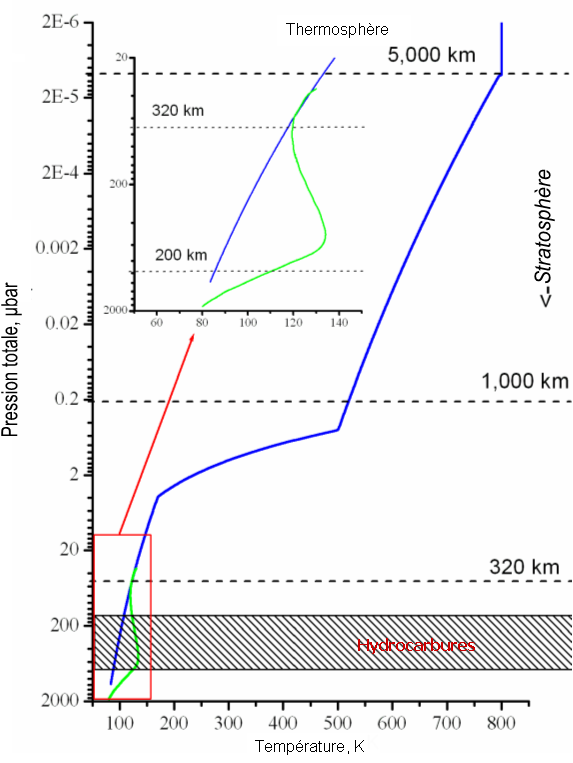

### Thermosphère et couronne
La partie externe de l'atmosphère d'Uranus est la thermosphère/couronne, qui a une température uniforme de 800 à 850 K,. La température y est donc plus importante que dans la thermosphère de Saturne (420 K). Les sources de chaleur nécessaires pour maintenir une température si élevée ne sont pas connues, puisque ni les radiations FUV/EUV solaires ni l'activité des aurores polaires ne fournissent l'énergie nécessaire,. Il semblerait qu'il n'y ait pas d'hélium dans cette région. En plus du dihydrogène, la thermosphère-couronne contient une grande proportion d'atomes d'hydrogène. Leur faible masse et la température élevée aident à expliquer pourquoi la couronne s'étend jusqu'à 50 000 km au-dessus de la planète,. Cette couronne est une caractéristique unique d'Uranus. Ses effets incluent une traînée sur de petites particules orbitant autour d'Uranus, causant une réduction générale des poussières dans les anneaux d'Uranus. La thermosphère d'Uranus produit d'intenses émissions quadrupôles d'hydrogène proche des infrarouges.

### Ionosphère
L'ionosphère d'Uranus se répartit dans la partie supérieure de la stratosphère et de la thermosphère. Les sources d'informations principales concernant les ions qui la constituent sont les mesures effectuées par Voyager 2 et les émissions infrarouges d'ions H3+ détectées depuis des télescopes terrestres. Les observations montrent que l'ionosphère se trouve entre 2 000 et 10 000 km d'altitude. L'ionosphère d'Uranus est plus dense que celle de Saturne et Neptune, qui peut résulter de la faible concentration d'hydrocarbures dans la stratosphère,. L'ionosphère est principalement soutenue par les radiations d'UV solaires et sa densité dépend de l'activité solaire. Les aurores polaires ne sont pas significatives comme sur Jupiter et Saturne,. La haute ionosphère (située dans la thermosphère) émet des UV, qui comme les radiations infrarouges d'H3+, sont émis exclusivement depuis la face éclairée de la planète.

## Composition
La composition de l'atmosphère est différente de la composition d'Uranus considérée comme un tout. Elle est composée principalement de dihydrogène et d'hélium. La fraction molaire de l'hélium, c'est-à-dire le nombre d'atomes par molécule d'hydrogène/hélium, a été déterminé à partir des analyses infrarouges et les observations par occultation effectuées par Voyager 2. La valeur actuellement acceptée est de 0,15 ± 0,03 dans la haute troposphère, ce qui correspond à une fraction massique de 0,26 ± 0,05,. Cette valeur est proche de la valeur de la fraction massique protosolaire d'hélium, qui est de 0,275 ± 0,01, ce qui indique que l'hélium ne s'est pas installé au centre de la planète comme dans les autres géantes gazeuses. L'abondance du deutérium par rapport à l'hydrogène est 5,5+3,5
 −1,5 × 10−5, mesurée dans les années 1990 par le téléscope ISO, apparaît plus importante que la valeur protosolaire de (2,25 ± 0,35) × 10−5 qui a été mesurée sur Jupiter,. Ce deutérium se présente exclusivement sous la forme de molécules de deutérure d'hydrogène.
Le quatrième constituant le plus abondant de l'atmosphère est le méthane (CH4), dont la présence a été remarquée grâce à des observations spectroscopiques effectuées depuis la Terre. Le méthane forme des bandes absorbantes dans le domaine du visible et des infrarouges donnant à Uranus cette couleur cyan ou aigue-marine. Les molécules de méthane représentent 2,3 % de l'atmosphère en pourcentage molaire en dessous de la couche de nuages composés de méthane (situés à environ 1,3 bar) ; soit près de 20 à 30 fois celui du Soleil,,. L'abondance de composés tels que l'ammoniac ou l'eau est peu connue ; celle du sulfure d'hydrogène a été estimée pour la première fois en 2018 et vaut 10−5 au moins. Toutefois ils sont probablement plus importants que la valeur solaire,.
La spectroscopie infrarouge, dont les mesures effectuées avec le télescope spatial Spitzer (SST) et les observations par occultation des ultraviolets (UV), permirent de trouver des traces d'hydrocarbures dans la stratosphère d'Uranus, qui sont probablement produits par la photolyse du méthane induite par les radiations d'UV solaires. Parmi ces hydrocarbures se trouvaient de l'éthane (C2H6), de l'acétylène (C2H2), du méthylacétylène (CH3C2H) et du diacétylène (C2HC2H),. La spectroscopie infrarouge a aussi permis de remarquer des traces de vapeur d'eau, de monoxyde de carbone et de dioxyde de carbone dans la stratosphère, qui peuvent provenir uniquement de sources extérieures telles que de la poussière et des comètes,,.

## Climat

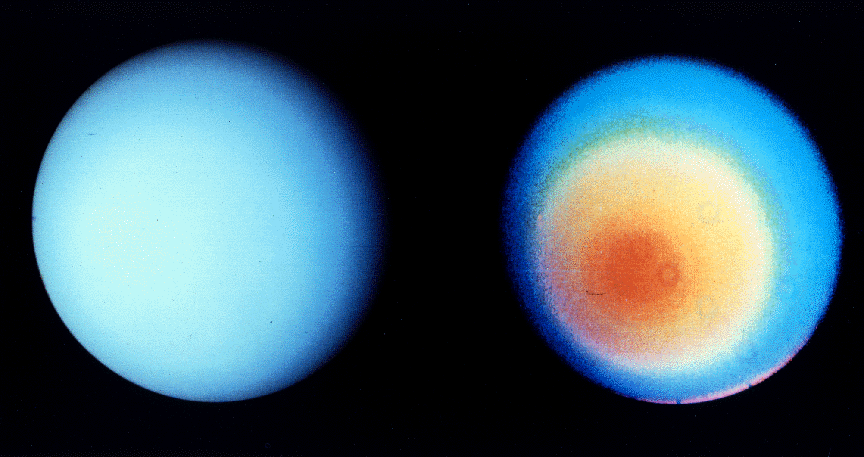
L'hémisphère sud d'Uranus en vraie couleur (à gauche) et dans une longueur d'onde supérieure (à droite).

Le climat d'Uranus est fortement influencé par son manque de chaleur interne, ce qui limite l'activité atmosphérique, et son inclinaison axiale extrême, qui induit des variations saisonnières extrêmes. L'atmosphère d'Uranus est remarquablement calme en comparaison de celle des autres géantes gazeuses, même par rapport à celle de Neptune, qui lui ressemble toutefois beaucoup. Quand Voyager 2 passa près d'Uranus en 1986, elle observa seulement dix formations nuageuses autour de la planète,.
Une explication proposée pour ce manque de formations nuageuses est que la chaleur interne d'Uranus se trouve plus en profondeur que celle des autres planètes géantes ; en termes astronomiques, elle a un faible flux de chaleur,. Les raisons qui font que la température interne d'Uranus est si basse ne sont pas comprises. Neptune, qui est presque la jumelle d'Uranus en ce qui concerne la taille et la composition, émet 2,61 fois plus d'énergie dans l'espace qu'elle n'en reçoit du Soleil. Uranus, en opposition, émet à peine de la chaleur. La puissance totale des émissions d'Uranus dans les infrarouges (de la chaleur) est de 1,06 ± 0,08 fois l'énergie solaire absorbée par l'atmosphère,. En fait, le flux de chaleur d'Uranus est seulement de 0,042 ± 0,047 W/m², ce qui est plus bas que le flux de chaleur interne de la Terre qui est d'environ 0,075 W/m². La température la plus basse enregistrée dans la tropopause d'Uranus est de 49 K (−224 °C), faisant d'Uranus la planète la plus froide du Système solaire, plus que Neptune,.
Les hypothèses expliquant la différence d'Uranus montrent qu'Uranus a probablement été renversée par un impact supermassif qui modifia son axe et qui l'inclina, cet évènement a aussi causé la perte de sa chaleur primordiale, la laissant avec un noyau à faible température. Une autre hypothèse est qu'une certaine forme de barrière existe dans les couches supérieures d'Uranus ce qui empêche la chaleur du cœur d'atteindre la surface.

### Bandes, vents et nuages

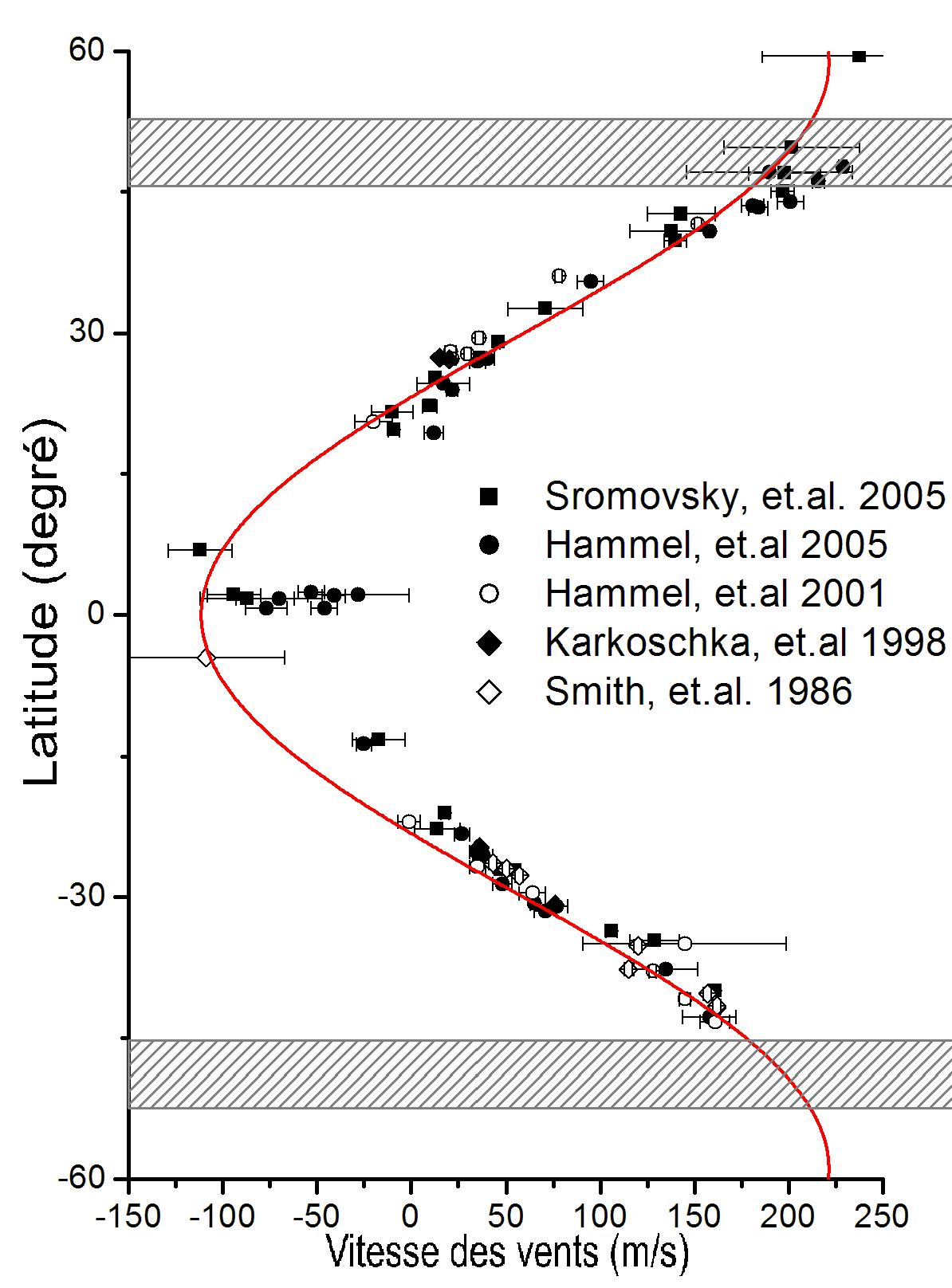
Vitesse des vents zonaux sur Uranus (les valeurs négatives indiquent la vitesse de vents rétrogrades). Les zones hachurées représentent le col sud et son futur homologue au nord.

En 1986, Voyager 2 remarqua que l'hémisphère d'Uranus pouvait être subdivisé en deux régions : une calotte polaire brillante et des bandes équatoriales sombres. Leur frontière est située à environ −45 degrés de latitude. Une bande étroite s'étendant entre −45 et −50 degrés est la caractéristique visible la plus brillante de la planète,. Elle est appelée le col polaire. La calotte et le col sont considérés comme étant une région dense composée de nuages méthane situé à des pressions allant de 1,3 à 2 bar. Malheureusement, Voyager 2 arriva durant le point culminant de l'été de l'hémisphère sud et ne put donc observer l'hémisphère nord. Toutefois, au début du XXIe siècle, quand la région polaire nord devint visible, les télescopes Hubble et Keck n'observèrent aucun col ou calotte polaire dans l'hémisphère nord. Uranus semble donc asymétrique : brillante près du pôle sud et sombre et uniforme dans les régions se trouvant au nord du col sud. La structure latitudinale d'Uranus est différente de celle de Jupiter et de Saturne, qui présentent de multiples bandes étroites et colorées.
En plus des bandes, Voyager 2 observa dix petits nuages brillants, se trouvant plusieurs degrés au nord du col. Sous tous ses autres aspects Uranus semblait « morte  »dynamiquement en 1986. Toutefois dans les années 1990 la quantité de nuages brillants a augmenté. La majorité se trouvait dans l'hémisphère nord lorsqu'ils devinrent visibles. L'explication commune de ce fait est que les nuages brillants sont plus faciles à identifier dans la partie obscure de la planète, tandis qu'au sud, le col brillant empêche leur observation. Néanmoins il y a des différences entre les nuages de chaque hémisphère. Les nuages de l'hémisphère nord sont petits, fins et brillants. Ils semblent se trouver à haute altitude. La durée de vie de ces nuages varie beaucoup. Certains petits nuages ne vivent que quelques heures, tandis qu'au moins un des nuages de l'hémisphère sud présent lors du passage de Voyager existe encore aujourd'hui,. Des observations récentes ont aussi montré que les nuages sur Uranus sont similaires à ceux existant sur Neptune, bien que ceux d'Uranus sont plus calmes.

La première tache sombre observée sur Uranus (image prise en 2006).

Le déplacement de nombreux nuages a permis de déterminer des vents zonaux soufflant dans la troposphère supérieure d'Uranus. À l'équateur les vents sont rétrogrades, ce qui signifie qu'ils soufflent dans la direction opposée à la rotation de la planète. Leur vitesse va de −100 à −50 m/s,. La vitesse des vents augmente en s'éloignant de l'équateur, atteignant zéro près de ±20° latitude, où la température de la troposphère est minimale,. Près des pôles, les vents se déplacent de façon prograde (dans le sens de rotation de la planète). La vitesse des vents continue d'augmenter jusqu'à son maximum à ±60° de latitude avant de retomber à zéro aux pôles. La vitesse des vents à −40° de latitude est de 150 à 200 m/s. Puisque le col empêche d'observer les nuages en dessous de ce parallèle, la vitesse des vents entre −40° de latitude et le pôle sud est impossible à mesurer. En opposition, dans l'hémisphère nord des vitesses allant jusqu'à 240 m/s sont observées vers +50 degrés de latitude,. Ces vitesses mènent parfois aux affirmations incorrectes selon lesquelles les vents sont plus rapides dans l'hémisphère nord. En fait, latitude par latitude, les vents sont légèrement plus lents au nord d'Uranus, spécialement entre ±20 et ±40 degrés.

### Variation saisonnière
Durant une courte période en automne 2004, un certain nombre de grands nuages apparurent dans l'atmosphère d'Uranus, lui donnant une apparence semblable à Neptune,. Les observations remarquèrent des vents records de 824 km/h et un orage persistant faisant penser aux « feux d'artifice du 4 juillet » (référence aux feux d'artifice le jour d'Independence Day). Le 23 août 2006, des chercheurs du Space Science Institute (Boulder, Colorado) et l'université du Wisconsin observèrent une tache sombre sur Uranus. Les raisons de cette soudaine activité ne sont pas toutes connues, mais il apparait que l'inclinaison de l'axe entraine des variations saisonnières extrêmes du temps,.
Déterminer la nature de ces variations saisonnières est difficile à cause du manque de données fiables sur Uranus car les enregistrements atmosphériques datent d'il y a moins de 84 ans, soit une année uranienne. Certaines découvertes ont toutefois été faites. La photométrie durant la moitié de l'année uranienne (commençant dans les années 1950) a montré des variations saisonnières de la brillance dans deux bandes spectrales, avec un maximum lors des solstices et un minimum aux équinoxes.
Uranus est un globe aplati, ce qui cause le fait que sa partie visible s'est agrandie pour paraitre plus grande vue depuis les pôles. Ceci explique en partie son apparence brillante durant les solstices. Uranus est connu pour avoir de fortes variations méridionales de son albédo. Par exemple, la région polaire sud d'Uranus est plus brillante que les bandes équatoriales. De plus, les deux pôles présentent une forte brillance dans les courtes longueurs d'onde du spectre. Les changements semblent donc s'agencer ainsi : les pôles, qui sont tous les deux brillants, sont visibles aux solstices, tandis que l'équateur, sombre, est visible principalement lors des équinoxes.
Toutefois il y a des raisons de croire que des changements saisonniers ont lieu sur Uranus. Tandis que la planète est connue pour avoir une région polaire sud lumineuse, le pôle nord l'est assez faiblement, ce qui est incompatible avec le modèle du changement saisonnier décrit ci-dessus. Durant son précédent solstice dans l'hémisphère nord en 1944, Uranus a présenté un éclat élevé, ce qui suggère que le pôle nord n'a pas été toujours si faiblement lumineux. Ceci implique que le pôle visible brille avant le solstice et s'assombrit après l'équinoxe. Des analyses détaillées des données des bandes spectrales visibles et à faible longueur d'onde révélèrent que les changements périodiques de luminosité ne sont pas totalement simultanés aux solstices. Finalement dans les années 1990, comme Uranus a dépassé son solstice, le télescope Hubble et des télescopes terrestre révélèrent que la calotte polaire sud s'assombrissait notablement (sauf le col sud qui reste lumineux), tandis que l'hémisphère nord voit son activité augmenter, notamment par la formation de nuages et des vents plus puissants faisant penser que la calotte polaire nord devrait bientôt s'illuminer. En particulier, le col polaire présent dans l'hémisphère sud (à −45°) devrait voir son homologue apparaitre dans l'hémisphère nord.
Le mécanisme de ces changements n'est pas connu. Durant les solstices d'été et d'hiver, les hémisphères d'Uranus alternent entre faire face aux rayons solaires ou à l'espace. La luminosité de l'hémisphère éclairé résulte probablement de l'épaississement local des couches de nuages de méthane situés dans la troposphère. La col lumineux à −45° de latitude est lié aux nuages de méthane.

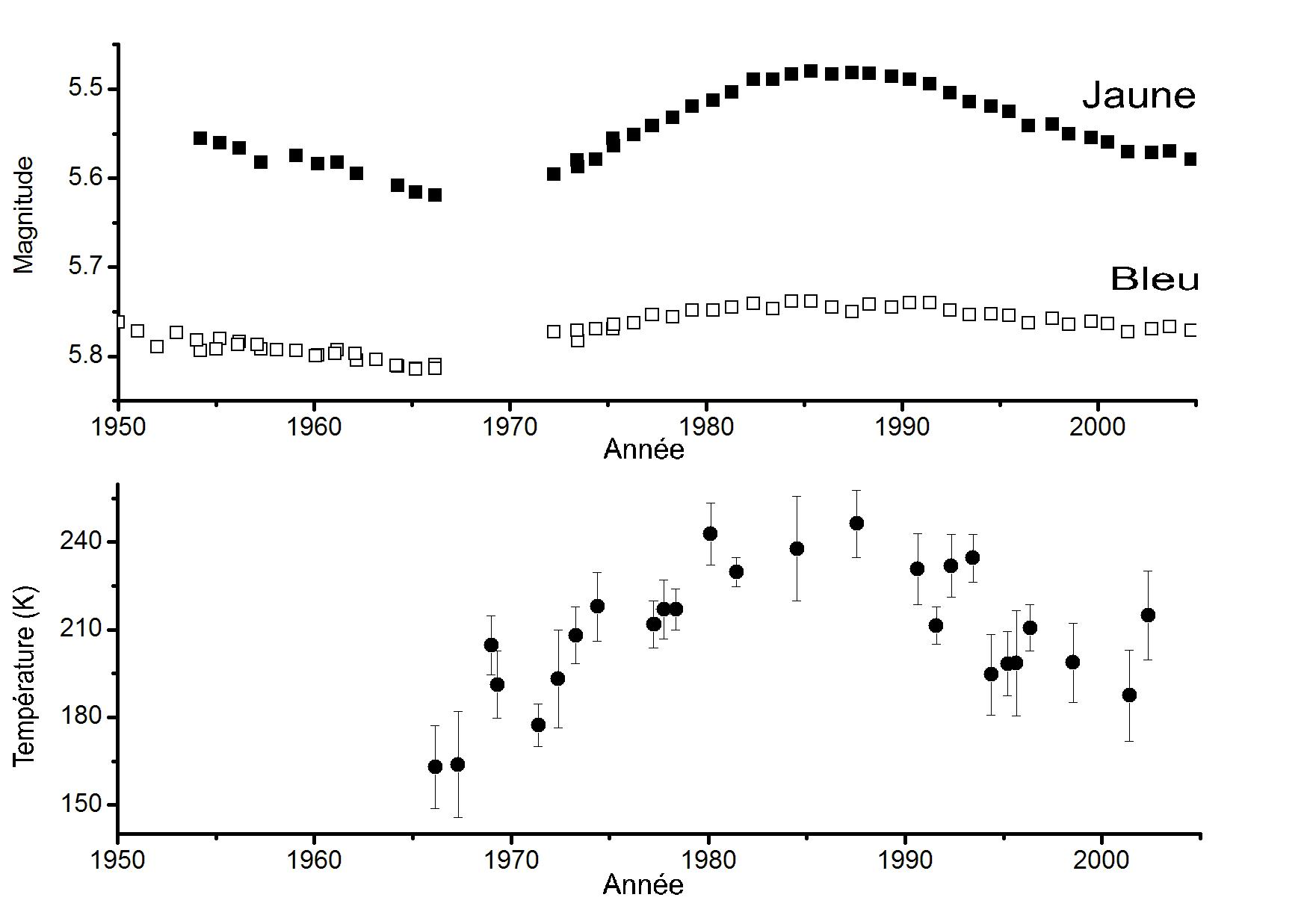
La magnitude visible d'Uranus dans les deux bandes spectrales (en haut)[35] et températures (en bas).
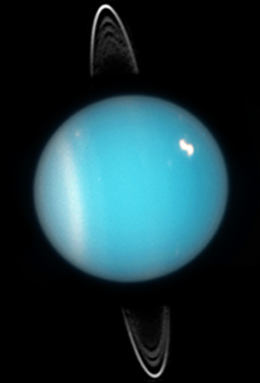
Uranus en 2005. Les anneaux, le col sud et un nuage brillant dans l'hémisphère nord sont visibles.
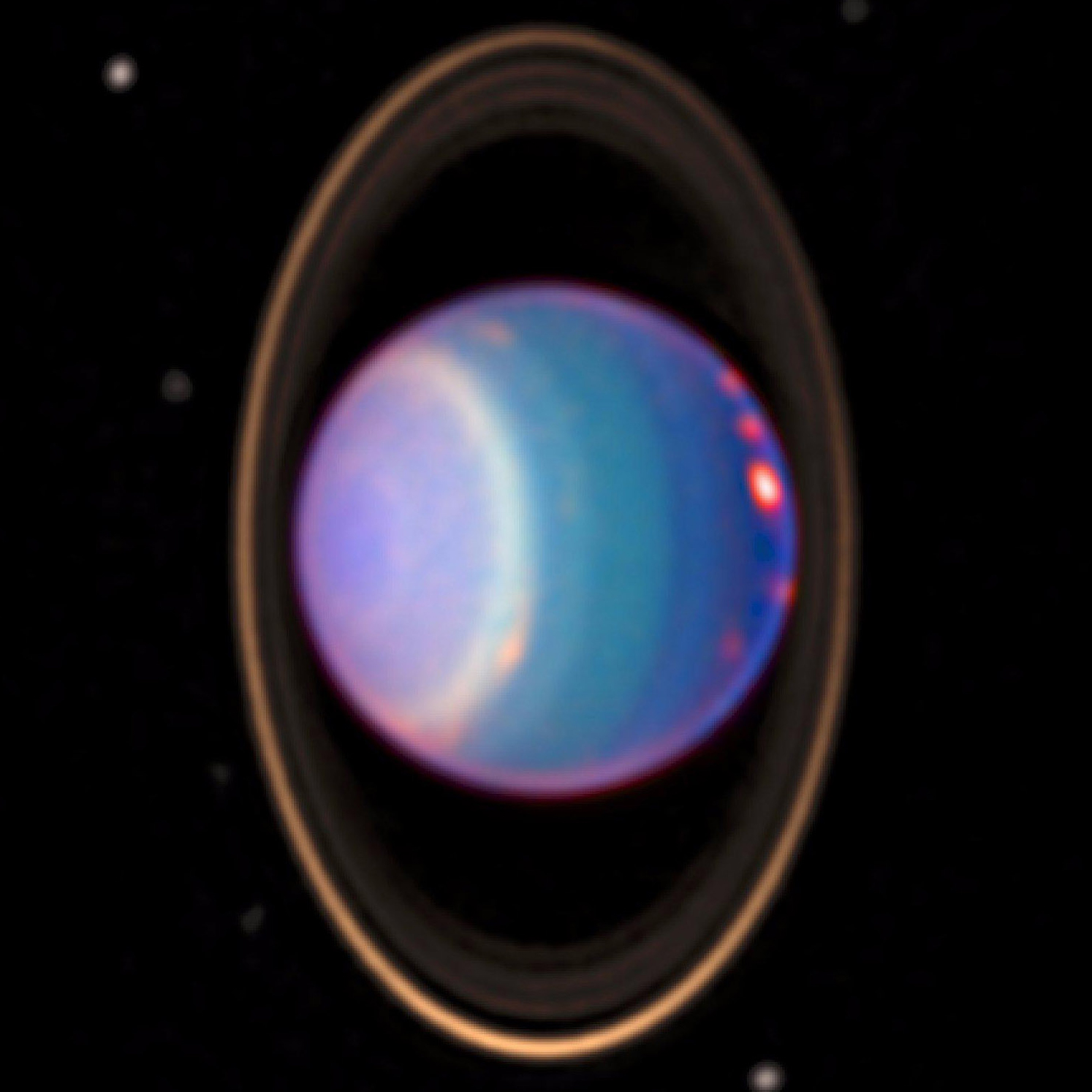
Image prise par le télescope Hubble d'Uranus présentant des nuages dans l'hémisphère nord.